# St. Peter und Paul (Beratzhausen)

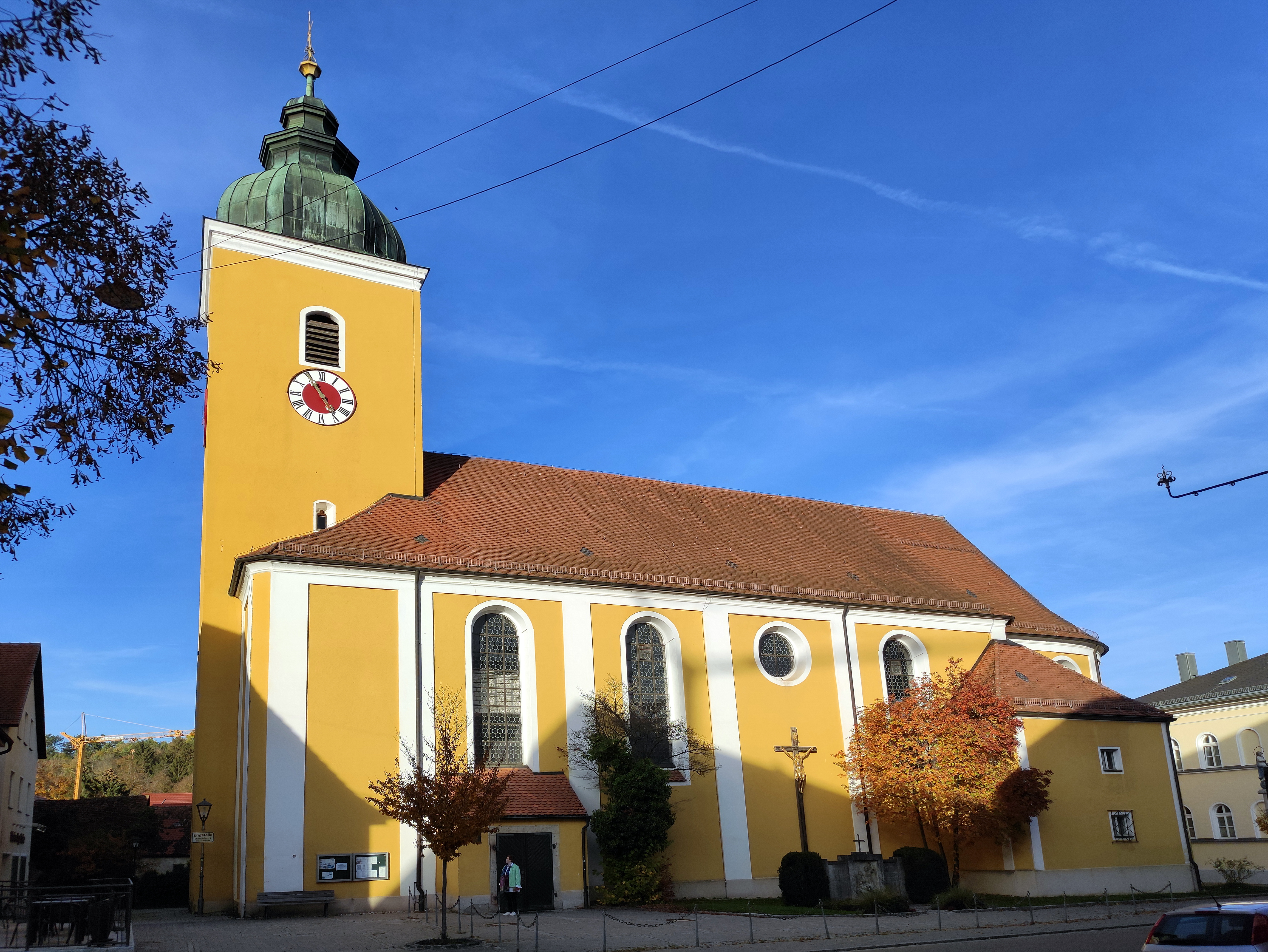
Pfarrkirche St. Peter und Paul in Beratzhausen

Die römisch-katholische Pfarrkirche St. Peter und Paul ist die Hauptkirche in dem oberpfälzischen Markt Beratzhausen.

## Geschichte
Die Regensburger Bischöfe hatten bereits im 9. Jahrhundert im Labertal Besitzungen und einen Bischofshof (villa episcopalis) in Beratzhausen. Zu Ehren ihres Dompatrons, des Heiligen Petrus, gründeten sie dort die erste Kirche. 1182, als Papst Lucius III. der Regensburger Kirche ihren Besitz bestätigte, wurde eine Kirche in Beratzhausen erwähnt. 1241 wurde ein Pfarrer in Beratzhausen genannt. Auch nach dem ältesten Pfarreiverzeichnis des Bistums Regensburg von 1286 war in Beratzhausen ein Pfarrsitz vorhanden.
Die Pfarrei ging im 13. Jahrhundert an die Ehrenfelser und ab 1335 an die Stauffer zu Ehrenfels über. Diese hatten dort auch ihre Grablege; ihre Dokumente und Urkunden wurden in einer Truhe in der Kirche verwahrt. Die Besetzung der Pfarrerstelle erfolgte, indem der Patronatsherr einen Namen präsentierte und der Bischof von Regensburg diesen bestätigte und ins Amt einführte. Dies wurde auch für den später eingerichteten Frühmesser und den Mittelmesser so gehandhabt. Die 1521 evangelisch gewordenen Stauffer eigneten sich die vollständige Kirchenhoheit an. Mit dem Kauf der Herrschaft Ehrenfels ging das Patronatsrecht 1568 an Pfalz-Neuburg über und 1617 wurde durch Herzog Wolfgang Wilhelm der Katholizismus wieder als verbindlich eingeführt.
Die Kirche wurde von ihren Gründern mit großzügigen Stiftungen ausgestattet, die nachfolgenden Kirchenpröpste waren auf die Mehrung des Kirchenvermögens bedacht. Spätestens seit dem 14. Jahrhundert gab es eine Frühmesse. Die beiden Zechmeister Fridrich Richter und Wirndl Rayn erhielten 1378 von Chunrad Chempvoter einen halben Hof zu Oberndorf. 100 Jahre später gab Linhard Popp der Frühmesse zu „Weratzhausen“ käuflich ein Haarrecht aus den Wiesen unter der Meysatzmühle. 1491 verkaufte Hans Beham an „St. Peter, hauptherr des gotshaws“ den Zehnt von Thanhausen, Hard, Ellenpuhel, zu der Proxmühl und Ödenmühl, 1572 zinste Leonhard Chammann 1 Schilling 5 Pfennig von der Frühmesswiese. Seit 1514 ist eine Mittagmesse bezeugt. Sie erhielt den Zehnt von drei Mühlen, fünf Höfen, drei Dörfern und mehreren Wiesen und Äckern bei „Peroltzhowsen“. Während im Salbuch der Kirche von 1525 die reichen Stiftungen für die Kirche aufgezählt sind (der Pfarrer konnte auch zwei Knechte beschäftigen), sprechen die Marktväter 1572 von geringen Einkommen ihres 1521 evangelisch gewordenen Gotteshauses, „einnahm der kirchen an wachs und peterzinsen … welches claine zins und ein schlecht einkommen, damit man oblath, speißwein, andere notdurft mehr und ist die uhr mit öl und verbesserung erhalten worden“.

## Baukörper
Nach der Gründungszeit müsste es sich ursprünglich um eine romanische Kirche gehandelt haben, die später in einen gotischen Bau umgewandelt wurde. Anlässlich eines geplanten Um- bzw. Neubaus wurden 1750 Pläne dieser gotischen Kirche erstellt. Sie war dreischiffig, besaß einen zwei Joche langen Chor, geschlossen nach drei Seiten eines Achtecks; an diesem war im Norden eine Sakristei angebaut. Das Langhaus bestand aus fünf Jochen mit zwei Emporen im Westen; die Kirche besaß einen in der Mittelachse gelegenen und nach drei Seiten freistehenden Turm mit annähernd quadratischem Grundriss und im Erdgeschoss einen Raum mit einem Kreuzrippengewölbe. Spitzbogenarkaden, die auf quadratischen Pfeilern ruhten, trennten das breite Mittelschiff von zwei schmalen Seitenschiffen. 1512 wurden in den Chor Glasfenster mit den Wappen der Städte Regensburg, München, Nürnberg, Landshut, Straubing und Ingolstadt eingesetzt.
Zu Beginn des 18. Jahrhunderts waren massive Schäden aufgetreten. Um 1730 wurde der Turm erneuert und ein neues Dach mit einer Zwiebelhaube durch den Neuburger Hofzimmermeister Joseph Wildenauer aufgesetzt. 1749 wurden der Maurermeister Gotthard Anton Ettl und der Zimmermeister Peter Eichenseher mit der Untersuchung der baufälligen Kirche beauftragt. Dabei zeichnete Ettl Pläne der alten Kirche und zugleich solche für den geplanten Umbau. Wie aus dem Kartenwerk (um 1600) des evangelischen Topographen Christoph Vogel hervorgeht, besaß die frühere Kirche einen Treppenturm, eine spätere Darstellung aus der ersten Hälfte des 17. Jahrhunderts zeigt hingegen einen spitzen Kirchturm.
Am 25. Mai 1762 wurde der Grundstein zu dem neuen Gotteshaus nach Plänen des Gotthard Anton Ettl gelegt. Für den Neubau wurden der Dachstuhl der ehemaligen Weißbierbrauerei und nachmaligen Lederfabrik sowie das Abbruchmaterial daraus verwendet. An das Langhaus mit vier Jochen und dem eingezogenen Chor mit halbrundem Schluss ist der aus dem 15. Jahrhundert stammende Westturm bestehen geblieben. Der Innenraum ist durch flache Kompositpilaster mit einem betonten Gebälk, über das sich die Rundbogenfenster erheben, gegliedert. Die Spiegelgewölbe mit kurz einschneidenden Stichkappen sind aus Holz gebildet. Die gewölbten Kurvaturen der Freskenumrahmung und der lockere Stuck vermitteln die Atmosphäre des Spätrokoko.
Im Westturm (seit 1905 mit einer Kupferblecheindeckung) befindet sich eine gotische Kapelle mit Kreuzgewölbe mit hohl profilierten Rippen und einem Tellerstein. 1979 wurde die Turmkapelle renoviert und in einen Andachtsraum umgewandelt. Über dem Eingang ist ein Marienbild mit barockem Akanthusrahmen.
Eine Spitzbogentür ist an der Ostseite des Turms erhalten. Südlich am Chor ist die Sakristei angebaut.
Am 10. August 1764 wurde die Kirche durch den Regensburger Bischof Clemens Wenzelslaus geweiht (das Spruchband rechts vom Chorbogen weist allerdings auf den Weihbischof Johann Anton Freiherr von Wolframsdorf hin).
Unter Pfarrer Ludwig Fichtl wurde 1951–1953 und 1964 der Innenraum der Kirche erneuert. 1960 wurde eine Außenrenovierung vorgenommen.

### Glocken
1864 wurde eine neue Messglocke und das „Kindtaufglöcklein“ von der Glockengießerei Spannagl angeschafft; 1942 mussten die Glocken für Kriegszwecke abgeliefert wurden, diese wurden 1948 durch vier Glocken der Glockengießerei Hamm ersetzt. 1984 wurden neue Glocken der Passauer Glockengießerei Perner für die teilweise schadhaften früheren Glocken angeschafft. Die Glocken ergeben ein fünfstimmiges Salve-Regina-Geläute (d‘ – e‘– fis‘ – a‘– h‘).

### Turmuhr
Unter Bürgermeister Gottfried Kölwel wurde 1865 eine neue Turmuhr angeschafft, sie kam auf 649 fl und wurde über eine Umlage von 30 kr pro Familie finanziert. Sie wurde von Johann Mannhardt aus München angefertigt. 2013 wurden die Zifferblätter und -zeiger von der Regensburger Firma Rauscher ersetzt.

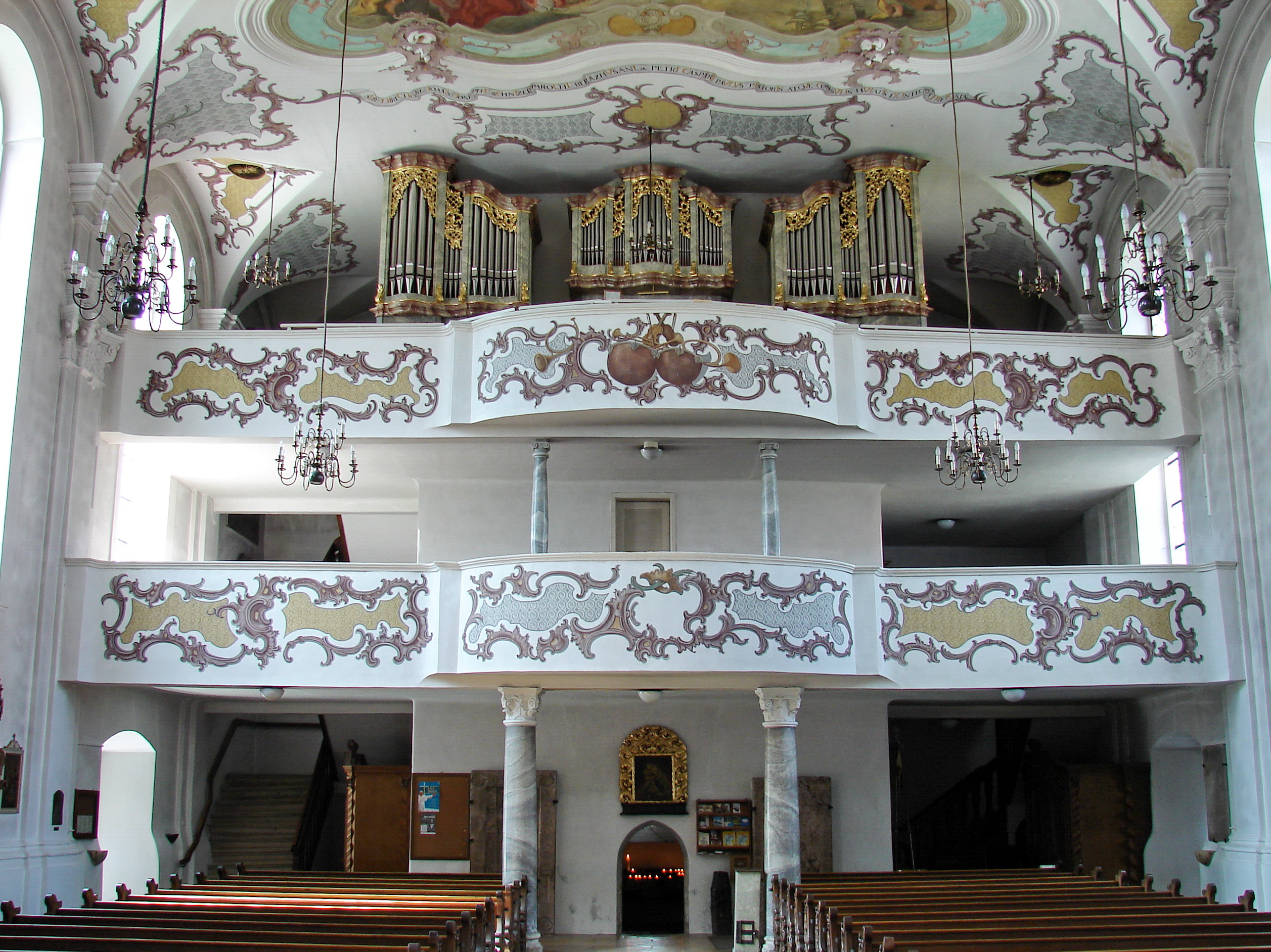
Orgelprospekt der Pfarrkirche St. Peter und Paul in Beratzhausen

### Orgel
Die Orgelempore ist mit Brokatmustern und stucco finto dekoriert. Auf der Brüstung sind die Instrumente Geige, Pauken, Hörner und Trompeten dargestellt und verweisen auf die Kirchenmusikpraxis des 18. Jahrhunderts.
Am 13. Dezember 1992 wurde eine neue Orgel des Regensburger Orgelbauers August Hartmann durch Bischof Manfred Müller eingeweiht. Diese ersetzte die Orgel von 1949.

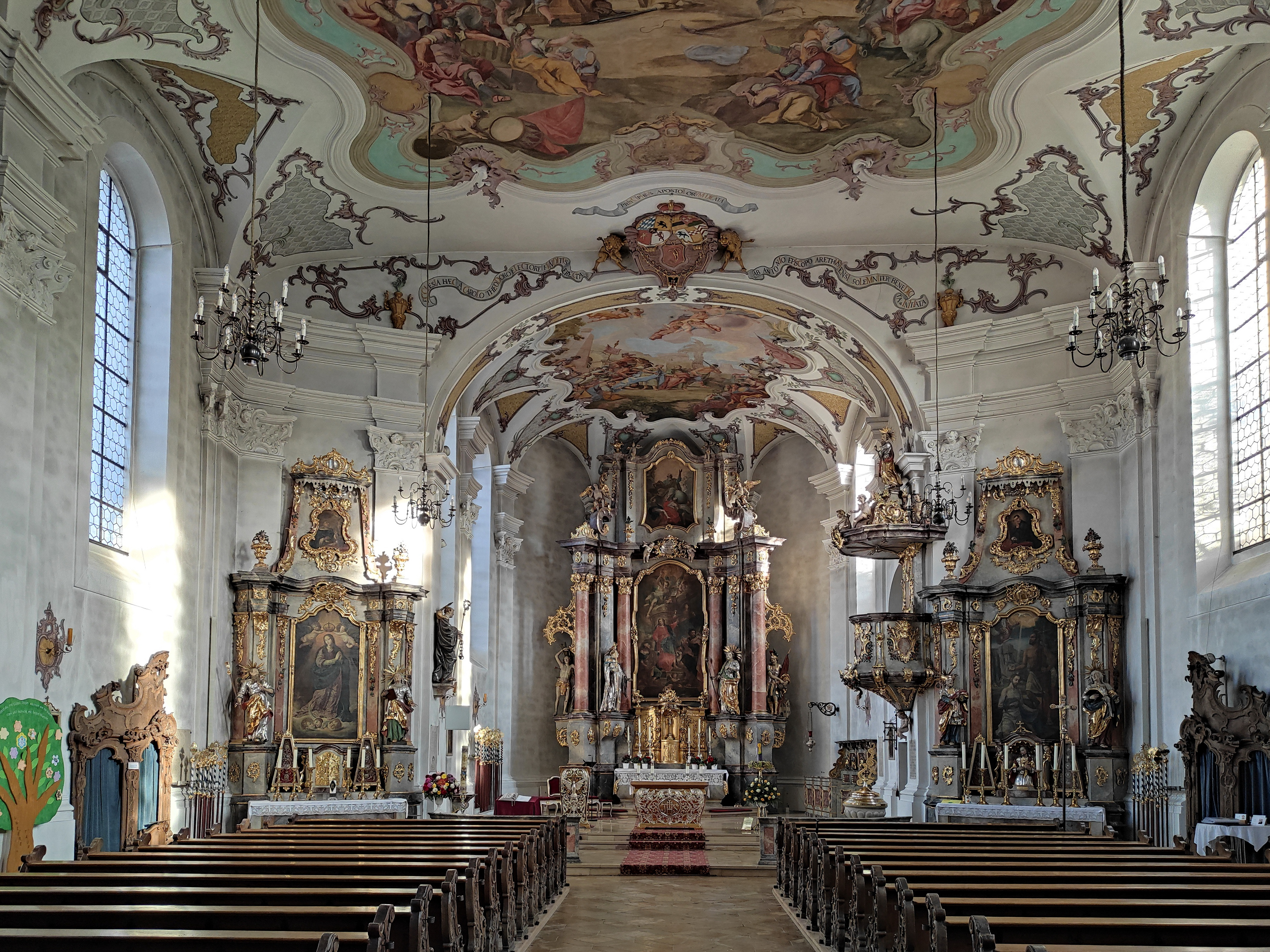
Innenraum der Pfarrkirche St. Peter und Paul

## Ausstattung
Die Deckenfresken von 1764 sind ein Hauptwerk des Prüfeninger Malers Otto Gebhard. Im Chor ist der Abschied von Petrus und Paulus vor ihrer Hinrichtung dargestellt. Im Langhaus sind die Kreuzigung des Petrus und die Enthauptung des Paulus dargestellt. Die Schriftbänder über dem Gurtbogen des Presbyteriums und über der Doppelempore weisen auf den Neubau der Kirche im 18. Jahrhundert unter dem Pfarrer Johannes Josef Schnizer und dem Kirchenpfleger Peter Caspar Paulus hin.
Das Hochaltarbild ist ein Werk von Johann Anwander. Es stellt die Berufung der Apostel Petrus und Paulus dar. Christus übergibt als guter Hirte den Hirtenstab an Petrus, in seiner Linken weist er auf die Ecclesia hin. Das Bild wurde in der Zeit der Nazarener aus der Kirche entfernt und im Fehlboden des Rathauses eingelagert. Beim Umbau des Rathauses kam es wieder zum Vorschein und wurde nach einer Restaurierung 1963 als Altarblatt eingesetzt. Zu beiden Seiten des Altars befinden sich Statuen der Heiligen Sebastian, Benedikt, Josef und Florian. Im Altarauszug ist Gottvater dargestellt. Zur Linken des Hochaltars ist ein Chorgestühl mit den Figuren der vier Evangelisten. Am Choreingang ist die Figur des Hl. Leonhard angebracht.
Die Kanzel ist ein Werk des Velburger Bildhauers Georg Leonhard Däntl. Sie weist Rokokoverzierungen auf, den Schalldeckel krönt die Figur des heiligen Petrus, auf der Unterseite befindet sich eine Heilig-Geist-Darstellung.
Das Altarbild eines spanischen Meisters zur Linken wurde von dem Münchener Kunstmaler Wolf kopiert. Zu beiden Seiten stehen die lebensgroßen Figuren der Eltern Mariens, Joachim und Anna. Im Auszug ist Albertus Magnus von Lauingen dargestellt. Der rechte Seitenaltar ist ein Johannesaltar. Das Altarbild stellt die Taufe Christi dar und wurde von dem Lehrer Hans Krempl aus Regensburg gemalt. Zur Linken des Bildes ist die Figur des heiligen Zacharias und zur Rechten von Elisabeth zu sehen, den Eltern des Johannes. Im Auszug ist der heilige Aloysius dargestellt. Im Langhaus befinden sich auf den Seiten zwei weitere Altäre, an der Nordwand ist der Kreuzaltar und an der Südwand die Darstellung der Geburt Christi.
Im Langhaus befinden sich zwei Beichtstühle von 1765 mit reicher Rokokobekrönung. Das Kirchengestühl ist mit Rokokomuschelwerk verziert; die Arbeiten wurden von dem Bildhauer Johann Gebhard Gschwender aus Burglengenfeld (1762) und dem Schreiner Michael Josef Huegger aus Kallmünz (1763) gefertigt. Der Kreuzweg wurde von Alban Wolf, München, in Eitempera gemalt. Der Marktrat benutzte früher eigene Kirchenstühle im Chor; das Chorgestühl enthält Kopien der vier Evangelisten von der Kanzel der Kirche St. Thekla in Mausheim.

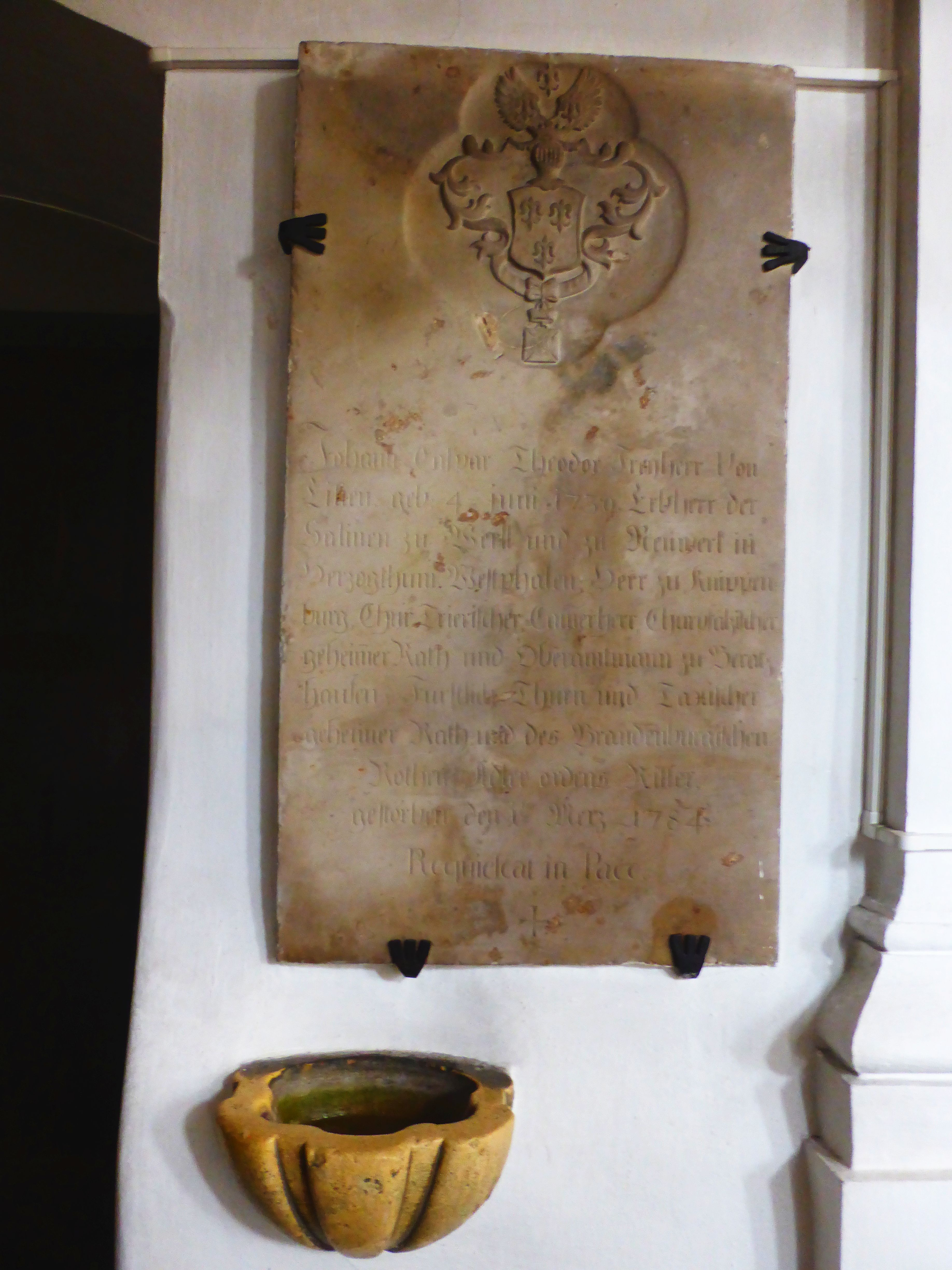
Epitaph der Familie von Lilien

In der Kirche befinden sich mehrere Grabsteine: An der Nordseite des Langhauses der Grabstein der Maria Anna Theresie, Freiin von Lilien (gest. 7. Oktober 1744), und von Johann Caspar Theodor Freiherr von Lilien (gest. 1774), Oberamtmann zu Beratzhausen, im Presbyterium von Josephus Schnizer, Erbauer der Kirche, und der beiden Pfarrer Matthaeus Poeckl und Adams Simpertus Kirchbaur. Im Westteil des Langhauses ist der Grabstein für Johann von Stauff zu Ehrenfels († 1478), dargestellt in einer Plattenrüstung, angeblich aus der Martinskapelle der Burg Ehrenfels stammend und dem Dombaumeister Konrad Roritzer zugeschrieben. Rechts davon befindet sich die Grabplatte aus rotem Marmor des Dietrich von Stauff zu Ehrenfels († 1417). Der Grabstein wurde lange Zeit als Treppenstufe am Nordeingang der Kirche verwendet, 1906 wurde er gehoben und erhielt seinen neuen Ort.

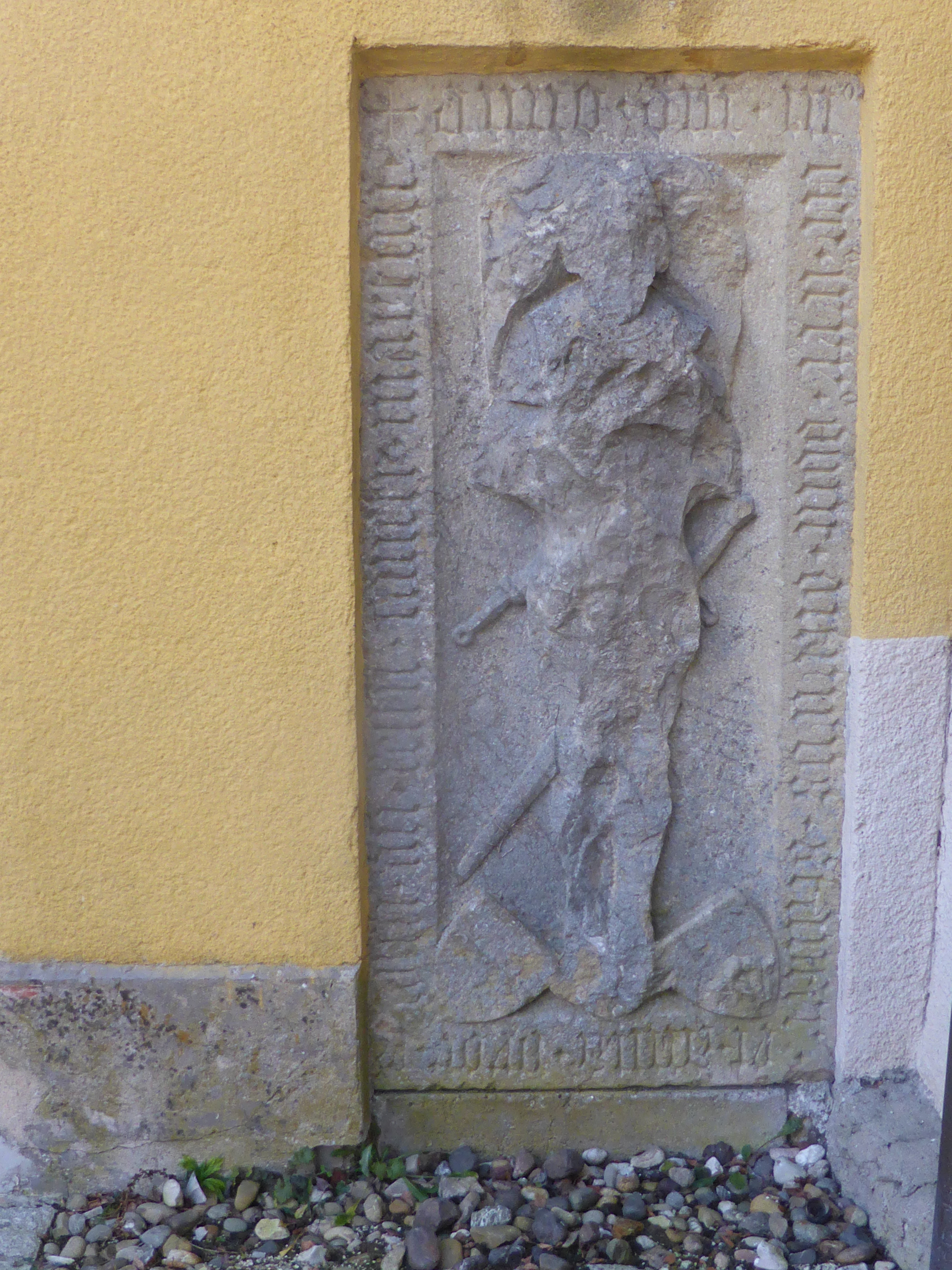
Grabplatte des Stauffer von Ehrenfels an der Kirchenaußenwand

## Außengestaltung
Die Außenfassade ist mit Lisenen gegliedert.
Am nördlichen Vorbau ist der durch Wassereinwirkung stark beschädigte Grabstein aus Kalkstein des Dietrich Stauff zu Ehrenfels (* 1433; † 14. April 1470), Gemahl der Kunigunde von Wolfstein († 1465). In der Rechten hält er eine Fahne, die Linke befindet sich am Schwertgriff. Vier Ahnenwappen befinden sich in den Ecken. Die Umschrift lautet an diesem Grabstein lautet: „Anno dnj m CCCC Lxx starb der edel streng ritter herr Dietrich von Stauf zu ernfels am palmabend dem gott gnädig sey //// allen gelaubige selen amen“. An der Nordseite ist ein weiterer Grabstein aus rotem Marmor eines weiteren Dietrich Stauffer († 1380) und seiner Frau Anna.